# Coríols
Coríols (llatí: Corioli grec antic: Κοριλλα) va ser una antiga ciutat del Latium, famosa per la llegenda de l'heroi romà Marcius Coriolanus.
No hi ha dubte de què primer va ser una ciutat llatina. Segons Plini el Vell era una de les ciutats que feien els sacrificis al Mont Albà. Turne Herdoni, l'instigador de la guerra contra Tarquini el Superb rei de Roma, era natural de Coríols segon Dionís d'Halicarnàs, però segons Titus Livi havia nascut a Arícia.
Quan apareix a la història era en mans dels volscs i el cònsol Pòstum Comini Aurunc la va ocupar, al mateix temps que ocupava Longula i Pollusca l'any 493 aC. Dionís d'Halicarnàs i Plutarc la presenten com la capitals dels volscs, però segurament les tres ciutats anomenades eren només petits assentaments. Apareix després junt amb Satricum, Longula o Pollusca entre les ciutats que Coriolà va sotmetre al capdavant de l'exèrcit volsc, però desapareix de la història fins al 443 aC quan es diu que era una ciutat destruïda, i el seu territori se'l disputaven Ardea i Arícia. En aquest any els romans van reclamar el territori com a propi. No se'n torna a parlar més amb excepció dels cronistes clàssics com ara Plini el Vell, que l'esmenta com una ciutat desapareguda.
No se'n sap el seu emplaçament. S'ha suposat que pogués ser a Monte Giove, a uns 35 kilòmetres de Roma.